# Зареченское сельское поселение (Тюменская область)
Зареченское се́льское поселе́ние — муниципальное образование в Вагайском районе Тюменской области Российской Федерации.
Административный центр — посёлок Заречный.

## История
Статус и границы сельского поселения установлены Законом Тюменской области от 5 ноября 2004 года № 263 «Об установлении границ муниципальных образований Тюменской области и наделении их статусом муниципального района, городского округа и сельского поселения».

## Население
| 2010  | 2011  | 2012  | 2013  | 2014  | 2015  | 2016  |
| ----- | ----- | ----- | ----- | ----- | ----- | ----- |
| 1442  | ↘1440 | ↘1391 | ↗1417 | ↘1399 | ↘1383 | ↘1380 |
| 2017  | 2018  | 2019  | 2020  | 2021  | 2023  |       |
| ↘1361 | ↘1338 | ↘1322 | ↘1309 | ↘1287 | ↘1246 |       |

## Состав сельского поселения
| № | Населённый пункт | Тип населённого пункта          | Население |
| - | ---------------- | ------------------------------- | --------- |
| 1 | Бурлаки          | деревня                         | 16        |
| 2 | Домнино          | село                            | 34        |
| 3 | Ермаки           | деревня                         | 0         |
| 4 | Журавлева        | деревня                         | 5         |
| 5 | Заречный         | посёлок, административный центр | 1382      |
| 6 | Сивкова          | деревня                         | 2         |
| 7 | Сухова           | деревня                         | 3         |